# La gran aventura dels pandes
La gran aventura dels pandes (títol original: The Amazing Panda Adventure) és una pel·lícula estatunidenca dirigida per Christopher Cain i estrenada l'any 1995. Ha estat doblada al català.
És una pel·lícula d'aventures pel gran públic que relata el viatge d'un jove a la Xina, on ha de salvar un jove panda i protegir una reserva natural.

## Argument
Ryan Tyler és un jove estatunidenc de 10 anys el pare del qual, Michael Tyler, és zoòleg i treballa a la Xina en una reserva natural on viuen nombrosos pandes gegants. Un dia, Ryan és convidat pel seu pare a anar a la Xina. Allà, ajuda el seu pare a salvar un bebè panda de les urpes de traficants sense escrúpols i a protegir la reserva natural contra els apetits dels homes de negocis.

## Repartiment
- Stephen Lang: Michael Tyler
- Ryan Slater: Ryan Tyler
- Brian Wagner: Johnny
- Yi Ding: Ling
- Wang Fei: Chu
- Lan Yu: Mr. Xu, l'inspector.
- Isabella Hofmann: Beth Tyler
- Zhou Jian Zhong: Po
- Yao Er Ga: Shong

## Llocs de rodatge
- Vall de Jiuzhaigou, Xina
- Chengdu, Xina
- Vancouver, Canadà

## Crítica
- "Un film altament ecològic i ideal pels més joves de la casa."[3]